# Domini temporal

La transformada de Fourier relaciona la funció del domini temporal, mostrada en vermell, amb la funció del domini de freqüència, mostrada en blau. Les freqüències dels components, repartides per l'espectre de freqüències, es representen com a pics al domini de freqüències.

El domini temporal és un terme utilitzat per descriure l'anàlisi de funcions matemàtiques o senyals físics respecte al temps. En el domini temporal discret el valor del senyal o la funció es coneix únicament en alguns punts discrets de l'eix temporal. No obstant això, en el domini temporal continu es coneix per tots els nombres reals. Segons com sigui aquesta funció, s'utilitzaran mètodes matemàtics per tal d'analitzar-la. Opcions com la transformada de Fourier o de Laplace es troben a la nostra disposició.
Normalment l'oscil·loscopi és usat per visualitzar els senyals del món real en domini temporal. Els gràfics en domini temporal mostren el comportament d'un senyal al llarg del temps, mentre que els gràfics en domini freqüencial mostren la zona on un senyal es troba dins una freqüència d'entre un conjunt de freqüències. Cal recordar que un senyal mostrat en domini temporal no té inici ni fi, és continu. Tot i això, és habitual representar-lo com si s'inicialitzés al 0 dels eixos on treballem per facilitar-ne l'anàlisi.
El fet que estiguem tan acostumats al paràmetre temporal (diàriament, mesurem les coses, observem altres com evolucionen, etc.) comporta que a l'hora d'analitzar un gràfic qualsevol expressat en domini temporal ens sigui relativament fàcil comprendre'l, a diferència del domini freqüencial que requereix més observació per a la comprensió. Fins i tot per a càlculs senzills és molt cómode. Per exemple, si tenim una ona sinusoidal de freqüència desconeguda, és molt fàcil seguint l'escala del gràfic, calcular quants cicles aproximadament s'han produït en 1 segon. El mateix a la inversa, calculant el període, mirem un cicle i anem a l'escala de temps per aproximar el valor.
Els paràmetres que descriuen un senyal en el domini temporal són: amplitud màxima, freqüència de repetició i duració. Tot i així, si aprofundim en la creació de sistemes de control i tenim en compte el seu domini temporal ens caldrà saber paràmetres més específics relacionats amb la resposta temporal d'aquest sistema. Més concretament, el sobrepic (overshoot), temps de creixement (rise time), temps d'establiment (settling time), i temps de pic (peak time).

## Origen del terme
L'ús dels termes contrastats domini temporal i domini freqüencial es va desenvolupar a l'enginyeria de comunicacions dels Estats Units a finals dels anys quaranta, amb els termes que apareixen junts sense definició el 1950. Quan una anàlisi utilitza el segon o un dels seus múltiples com a unitat de mesura, es troba en el domini temporal. Quan l’anàlisi fa referència a les unitats recíproques com Hertz, aleshores es troba en el domini de freqüència.